# Cancer
Câncer (português brasileiro) ou Caranguejo (português europeu) é uma constelação do zodíaco. O genitivo, usado para formar nomes de estrelas, é Cancri. 
As constelações vizinhas, segundo as delineações contemporâneas, são a Lince, os Gêmeos, o Cão Menor, a Hidra e o Leão.

## Tabela de estrelas
| Estrela                    | Magnitude aparente | Magnitude absoluta | Distância (Anos-luz) | Classe espectral |
| -------------------------- | ------------------ | ------------------ | -------------------- | ---------------- |
| Al Tarf (β Cnc)            | 3,53               | -1,22              | 290                  | K4III            |
| Assellus Australis (δ Cnc) | 3,94               | 0,84               | 136                  | K0III            |
| ι Cnc                      | 4,03               | -0,77              | 298                  | G8Iab            |
| Acubens (α Cnc)            | 4,26               | 0,63               | 174                  | A5m              |
| Assellus Borealis (γ Cnc)  | 4,66               | 1,23               | 158                  | A1IV             |

N.B. : Os valores numéricos provêm de dados obtidos pelo satélite Hipparcos

## Exoplanetas
A estrela binária 55 Cancri possui um sistema planetário com cinco planetas confirmados. Em 1996 foi descoberto o primeiro planeta em torno dessa estrela, um joviano com 0,84 vezes a massa de Júpiter. O mais recente, descoberto em 2007, também é joviano e tem 0,14 a massa de Júpiter.